# Il fabbro e il gran cancelliere
Il fabbro e il gran cancelliere (Слесарь и Канцлер, Slesar' i Kancler) è un film muto del 1923 diretto da Vladimir Gardin, tratto da una commedia di Anatolij Vasil'evič Lunačarskij.